# Церковь Святого Розария (Фучжоу)

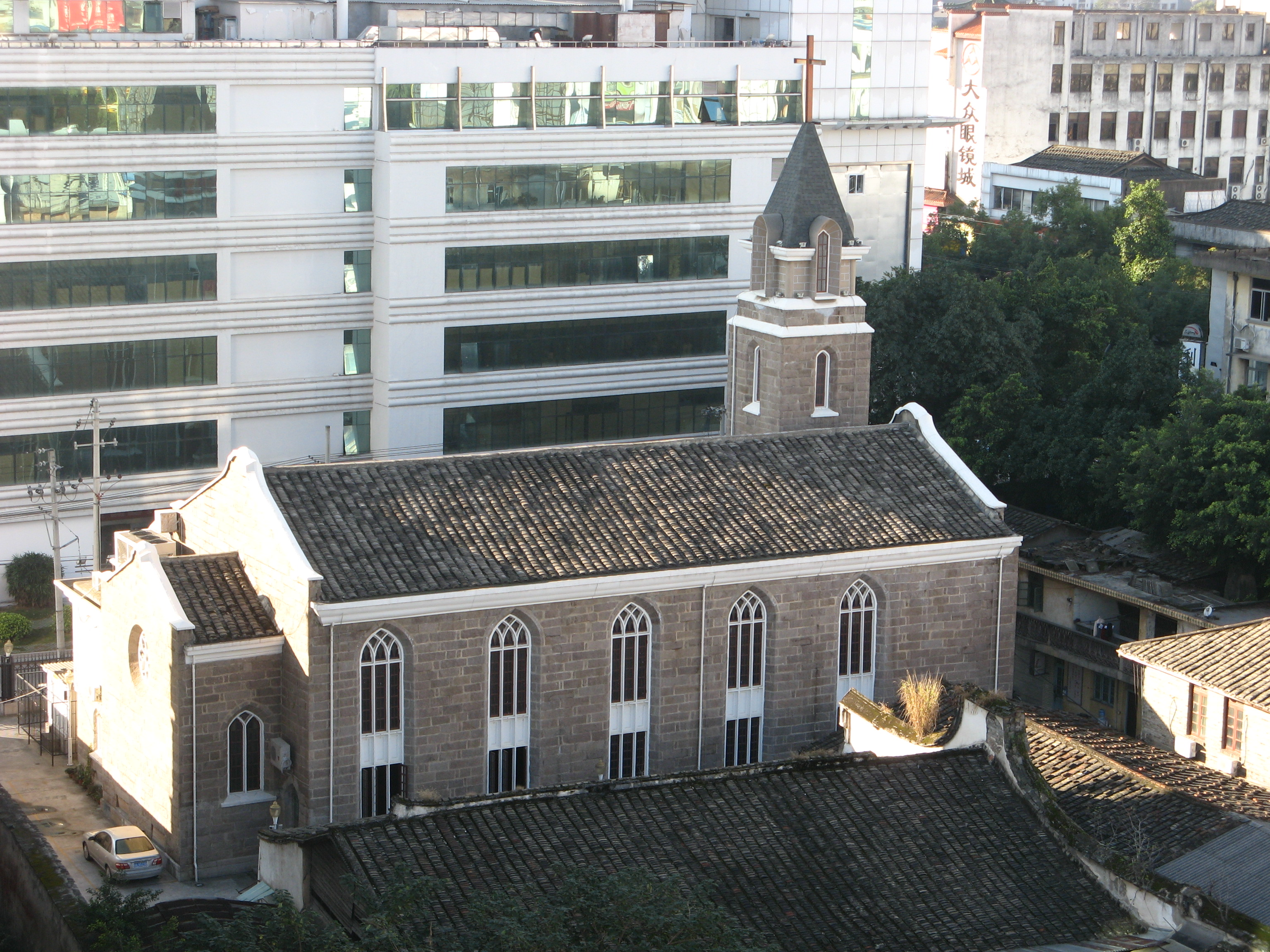
Церковь Святого Розария (Фучжоу, Китай)

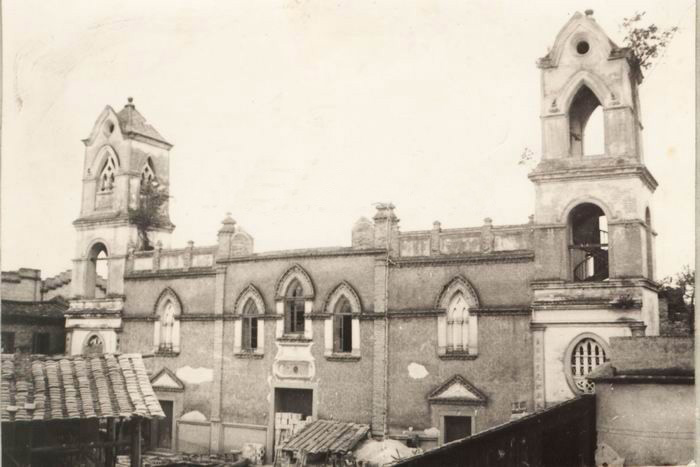
Церковь Святого Розария во время культурной революции

Церковь Святого Розария (кит.  澳 尾 巷 玫瑰 圣母 堂) — католическая церковь в городе Фучжоу (Китай).

## История
Церковь Святого Розария была построена в 1884 году испанскими доминиканцами на месте часовни, которая была возведена в Фучжоу в 1848 году. С 1848 по 1923 годы церковь Святого Розария являлась кафедрой епископа архиепархии Фучжоу. В 1965 году, во время культурной революции в Китае, церковь использовалась в качестве фабрики. С 1983 года в ней находилась детская больница. В 1987 году местные власти объявили храм городским памятником.